# Проспект Василя Стуса
Проспект Василя Стуса — головна вулиця багатоповерхової місцевості Черьомушки у Заводському районі міста Кам'янське. Проспект Стуса бере початок від проспекту Тараса Шевченка, прямує на захід до вулиці Генерала Глаголєва. Прилучаються вулиці Звенигородська та Каштанів.

## Історія
Комсомольський проспект утворився, як головна вулиця Черьомушків — багатоповерхового житлового району на захід від центру Кам'янського, як називали типові райони хрущовської доби масового квартирного будівництва у СРСР за його взірцем — московськими Черьомушками.
19 лютого 2016 року Комсомольський проспект перейменовано на проспект Василя Стуса.

## Забудова
- № 1а — Храм Преображення Господнього УГКЦ;
- № 10/12 — Центр надання адміністративних послуг Заводського району;
- № 13 — кінотеатр «Комсомолець»;
- № 13а — торговельно-розважальний комплекс «Стара фортеця»;
- № 15б — комунальний заклад «Заклад дошкільної освіти (ясла-садок) № 8 „Теремок“».

## Транспорт
Вулицею курсує трамвай № 1 з вулиці Генерала Глаголєва до ДМЗ через проспекти Шевченка й Свободи, а також курсують автобуси №№ 10, 11, 25.